# Dirección General de Información Internacional
La Dirección General de Información Internacional, oficialmente Departamento de Información Internacional, es el órgano directivo de la Secretaría de Estado de Comunicación encargada del área de comunicación internacional del Gobierno de la Nación.
Es el órgano competente para la transmisión de informaciones a los medios de comunicación sobre las actividades del Gobierno en el ámbito internacional; la coordinación de la acción informativa exterior que desarrollan las oficinas de comunicación de las misiones diplomáticas de España y el análisis informativo de la actualidad internacional, así como de la información publicada sobre España en los medios internacionales.
Asimismo, se encarga de la acreditación de corresponsales, colaboradores y enviados especiales extranjeros, así como el apoyo informativo a periodistas de medios de comunicación internacionales y de la gestión de los recursos humanos y materiales de carácter técnico necesarios para la cobertura informativa de las visitas y viajes de Estado, que dependerán funcionalmente de la Unidad de Protocolo Informativo.

## Historia
Los orígenes de la dirección general se remontan a la Dirección General de Comunicación del Área Internacional creada en 2002 bajo la presidencia de José María Aznar. Esta dirección general cambió de denominación con el cambio de gobierno en 2004 y pasó a denominarse Dirección General de Información Internacional, manteniendo las mismas funciones si bien perdiendo una subdirección general.
Con la reforma gubernamental de finales de 2011, la secretaría de Estado de Comunicación pasó a tener una única dirección general llamada Dirección General de Comunicación que asumía las competencias de esta dirección general y de las otras dos que existían anteriormente. En 2017 las competencias de la DGC se desligan y se crea otra dirección general de logística.
En 2018, el nuevo gobierno amplia la estructura de comunicación del Gobierno recuperando esta dirección general y la Dirección General de Información Nacional, que asumen parte de las competencias de las direcciones generales preexistentes. En 2020 fue renombrada como Departamento de Información Internacional.

## Dependencias
De la Dirección General de Información Internacional posee un único órgano, la Subdirección General de Información Internacional.

## Titulares
- Jesús Andreu Ardura (26 de julio de 2002-19 de abril de 2004)
- Javier Valenzuela Gimeno (23 de abril de 2004-27 de enero de 2006)[5]
- Marina Gabriela Cañas Pita de la Vega (27 de enero de 2006-22 de abril de 2008)[6]
- Juan Cierco Jiménez de Parga (9 de mayo de 2008-31 de diciembre de 2011)[7]
- María del Carmen Pérez Pérez (29 de junio de 2018-presente)[8]